# 弗洛伦察·米哈伊
弗洛伦察·米哈伊（羅馬尼亞語：Florența Mihai，1955年9月2日—2015年10月14日），罗马尼亚女子网球运动员。她曾获得法国网球公开赛女子双打亚军、混合双打亚军。她也曾获世界大学生运动会奖牌。